# Apatie
Apatia este o stare, adesea patologică, de indiferență față de propria persoană și față de lumea înconjurătoare. În unele concepții filosofice și religioase, reprezintă idealul moral care constă în înăbușirea oricărei pasiuni. Apatia este o stare sufletească ce poate fi privită din perspectivă psihologică, dar și duhovnicească. Omul apatic este dezinteresat de tot ce se întâmplă în jurul său, dar și de sine însuși. Apatia poate avea ca sursă sentimentul zădărniciei, al neputinței de a lupta cu nedreptățile lumii. Aceasta poate fi și expresia sindromului de „oboseală cronică” dar și o expresie a întristării.

## Etimologie
Cuvântul apatie a fost folosit pentru prima dată în 1594 și este derivat din cuvântul grecesc ἀπάθεια (apatheia), de la ἀπάθης (apathēs, „fără senzație” de la („fără, nu”) și patos („emoție)) 

## În religie
Împăratul Solomon a susținut în carte sa, Proverbele și pildele lui Solomon, faptul că apatia este liniștea nebunilor. Apatia poate avea ca sursă sentimentul zădărniciei, al neputinței de a lupta cu nedreptățile lumii. dar poate fi și expresia sindromului de „oboseală cronică” (când cel suferind are o senzație de oboseală severă, este apatic și are o capacitate redusă de muncă). În exterior, lasă impresia că „se târăște prin viață”. Leacul împotriva acestei „pustietăți sufletești” este unul duhovnicesc: reluarea legăturii cu Mântuitorul Iisus Hristos, cu energiile Duhului Sfânt și cu Biserica Sa.
Apatia poate fi un simptom al neurasteniei sau al întristării. Prima este o afecțiune preponderent psihică, în timp ce a doua o boală, o patimă de natură duhovnicească. Unii psihologi susțin că, în prezent, neurastenia este cea mai întâlnită formă de nevroză. Aceasta se manifestă în exterior ca irascibilitate, slăbiciune nervoasă, dar și ca „epuizare a forțelor vitale ale omului”, cum o descrie psihiatrul ortodox Dimitri Avdeev. Acestor simptome li se adaugă stările de tristețe sau dezamăgire. Întrucât orice afecțiune psihică are cel puțin o cauză duhovnicească, Avdeev scrie că neurastenia poate fi considerată opusul „blândeții, smereniei, răbdării și așezării pașnice a duhului”. Remediile pe care le recomandă sunt: păstrarea păcii sufletești, răbdarea necazurilor și a încercărilor, cultivarea unei atitudini de smerenie și de mulțumire adusă lui Dumnezeu pentru tot ce se întâmplă, bun sau rău.

## În medicină

### Depresie
John McManamy susține că, deși psihiatrii nu se ocupă în mod explicit de starea apatiei, aceasta este o problemă psihologică pentru unii depresivi, în care aceștia au senzația că „nu contează nimic”, „lipsa de voință de a merge și incapacitatea de a avea grijă de consecințe”. El spune despre oamenii deprimați că "nu pot să facă nimic" și nu "simt nici-un entuziasm în a-i vedea pe cei dragi". McManamy recunoaște că Diagnostic and Statistical Manual of Mental Disorders nu discută apatia.
Într-un articol din Journal of Neuropsychiatry and Clinical Neurosciences din anul 1991, Robert Marin a afirmat că apatia apare ca urmare a leziunilor cerebrale sau a bolilor neuropsihiatrice cum ar fi Alzheimer, demență, Parkinsons sau Huntington sau un eveniment cum ar fi un accident vascular cerebral. Marin susține că apatia ar trebui privită ca un sindrom sau o boală.
Un articol al lui Robert van Reekum de la Universitatea din Toronto a susținut în Jurnalul de Neuropsihiatrie (2005) că există o relație evidentă între depresie și apatie în unele populații.

### Alzheimer
Apatia afectează aproape 50-70% dintre persoanele cu boala Alzheimer. Este un simptom neuropsihiatric al bolii Alzheimer asociat cu insuficiență funcțională. Există două cauze principale de apatie care au fost recunoscute la pacienții cu Alzheimer. În primul rând, disfuncția în sistemele frontale ale creierului, care este considerată a fi o bază neurobiologică importantă pentru apariția apatiei. În al doilea rând, modificările neuropatologice asociate cu demență și, prin urmare, cu Alzheimer, pot avea ca rezultat apatie. 